# Karen Moncrieff
Karen Moncrieff (Sacramento, 20 dicembre 1963) è una regista, sceneggiatrice ed ex-attrice televisiva statunitense.

## Biografia
Nata in California e cresciuta a Rochester, nel Michigan, ottiene un Bachelor of Science in arti performative alla Northwestern University di Evanston, nell'Illinois. Per pagarsi gli studi, partecipa a un concorso di bellezza e finisce per vincere il titolo di Miss Illinois 1985; rappresenterà poi lo Stato della prateria a Miss America l'anno seguente, eseguendo il brano Through the Eyes of Love di Melissa Manchester, senza venire eletta.
Trasferitasi a Los Angeles dopo la laurea per perseguire la carriera di attrice, nel 1986 ottiene la sua prima parte, interpretando un'assistente legale di Ross Marler in un ciclo di puntate della soap opera Sentieri. Ad essa farà seguire due ruoli regolari in soap altrettanto longeve, Gabrielle Pascal ne Il tempo della nostra vita (1987-88) e la cattiva Cassandra Benedict in Santa Barbara (1990-92). Dopo l'uscita di scena dei suoi personaggi, per il resto del decennio si ritrova a recitare solo in film direct-to-video o in parti minori ed episodiche alla TV.
Moncrieff si risolve quindi a scriversi da sé i ruoli che avrebbe voluto interpretare e non le erano mai stati offerti nonostante la sua origine di attrice di formazione classica: frequenta un corso di sceneggiatura all'UCLA e poi un programma biennale del Los Angeles City College, durante il quale lavora alla sceneggiatura del suo film d'esordio, Blue Car. La sceneggiatura vince nel 1998 un'annuale borsa di studio dell'Academy, attraendo quindi dei produttori decisi a trasformarla in un film con lei stessa alla regia, che nel frattempo ha deciso di abbandonare la recitazione. Il film, un dramma indipendente su di una studentessa che s'innamora del suo professore di lettere, viene acquisito dalla Miramax al Sundance Film Festival 2002 per 1,5 milioni di dollari, distribuendolo l'anno seguente. Non riscuoterà successo al botteghino, nonostante le critiche estremamente favorevoli, ma varrà a Moncrieff una candidatura all'Independent Spirit Award per la miglior sceneggiatura d'esordio.
Per il successivo The Dead Girl (2006), un film drammatico sull'omicidio di una prostituta tossicodipendente, interpretato da un cast corale capitanato da Josh Brolin, Rose Byrne, Toni Collette e James Franco, viene candidata all'Independent Spirit Award per il miglior regista. L'insuccesso commerciale anche di questo film condizionerà il decennio seguente della sua carriera, che consisterà di soli altri due film direct-to-video. Parallelamente, intraprende una più prolifica carriera come regista televisiva, a partire da un episodio di Six Feet Under nel 2003.

## Filmografia

### Regista

#### Cinema
- Blue Car (2002)
- The Dead Girl (2006)
- Cate McCall - Il confine della verità (The Trials of Cate McCall) (2013)
- Insieme dopo la morte (The Keeping Hours) (2017)

#### Televisione
- Six Feet Under – serie TV, episodio 3x09 (2003)
- Touching Evil – serie TV, episodio 1x04 (2004)
- Petals on the Wind – film TV (2014)
- The Quad – serie TV, episodio 2x25 (2018)
- Tredici (13 Reasons Why) – serie TV, episodi 2x03-2x04 (2018)
- Il mistero della ragazza nella vasca (The Girl in the Bathtub) – film TV (2018)
- Escaping the Madhouse: The Nellie Bly Story – film TV (2019)
- Paradise Lost – serie TV, episodi 1x05-1x06 (2020)
- Home Before Dark – serie TV, episodio 2x07 (2021)

### Attrice

#### Cinema
- Testimone di mezzanotte (Midnight Witness), regia di Peter Foldy (1993)
- Onore e rabbia (Rage), regia di Anthony Maharaj (1993)
- Innocent Adultery, regia di Anthony Maharaj (1994)
- Xtro 3: Watch the Skies, regia di Harry Bromley Davenport (1995)
- Russian Roulette - Moscow 95, regia di Menahem Golan (1995)

#### Televisione
- Sentieri (Guiding Light) – soap opera, nº sconosciuto di puntate (1986)
- Il tempo della nostra vita (Days of Our Lives) – soap opera, 106 puntate (1987-1988)
- Beautiful (The Bold and the Beautiful) – soap opera, 9 puntate (1989)
- Matlock – serie TV, episodio 4x14 (1990)
- Santa Barbara – soap opera, 278 puntate (1990-1992)
- Due poliziotti a Palm Beach (Silk Stalkings) – serie TV, episodi 2x20-3x21 (1993-1994)
- Renegade – serie TV, episodio 2x05 (1993)
- Perry Mason - Il bacio che uccide (Perry Mason: The Case of the Killer Kiss), regia di Christian I. Nyby II – film TV (1993)
- Wings – serie TV, episodio 5x10 (1993)
- Scambio d'accuse (Murder Between Friends), regia di Waris Hussein – film TV (1994)
- Robin's Hoods – serie TV, episodio 1x02 (1994)
- Un filo nel passato (Nowhere Man) – serie TV, episodio 1x07 (1995)
- Un detective in corsia (Diagnosis Murder) – serie TV, episodi 3x12-4x23 (1996-1997)
- E vissero infelici per sempre (Unhappily Ever After) – serie TV, episodio 3x13 (1997)
- Mike Hammer, Private Eye – serie TV, episodio 2x07 (1998)
- Da un giorno all'altro (Any Day Now) – serie TV, episodi 1x11-3x02 (1998-2000)

### Sceneggiatrice
- Blue Car (2002)
- The Dead Girl (2006)
- Cate McCall - Il confine della verità (The Trials of Cate McCall) (2013)

### Produttrice
- Cate McCall - Il confine della verità (The Trials of Cate McCall) (2013)

## Riconoscimenti
- Independent Spirit Awards
  - 2004 – Candidatura alla miglior sceneggiatura d'esordio per Blue Car
  - 2007 – Candidatura alla miglior regista per The Dead Girl
- San Diego Film Critics Society Awards
  - 2006 – Miglior sceneggiatura originale per The Dead Girl
- Festival del cinema americano di Deauville
  - 2002 – In concorso con Blue Car
  - 2007 – Gran Prix per The Dead Girl